# New Harmony (Indiana)
New Harmony (ursprünglich Harmony) ist eine von Deutschen gegründete Town am Wabash River in Posey County des US-Bundesstaats Indiana, 24 km nördlich der Bezirksstadt Mount Vernon. Sie zählte im Jahr 2000 916 Einwohner, während es 1910 noch 1229 und 1900 noch 1341 Personen waren.

## Etymologie
Die Stadt hieß in den Jahren 1814 bis 1824 Harmony. Diesen Namen gab ihr 1814 der Stadtgründer Johann Georg Rapp, der zehn Jahre zuvor in Pennsylvania bereits eine Stadt gleichen Namens gegründet hatte. Robert Owen, der die Stadt 1824 gemeinsam mit William Maclure von Johann Georg Rapp gekauft hatte, gab ihr 1824 den bis heute verwendeten Namen New Harmony.

## Geographie

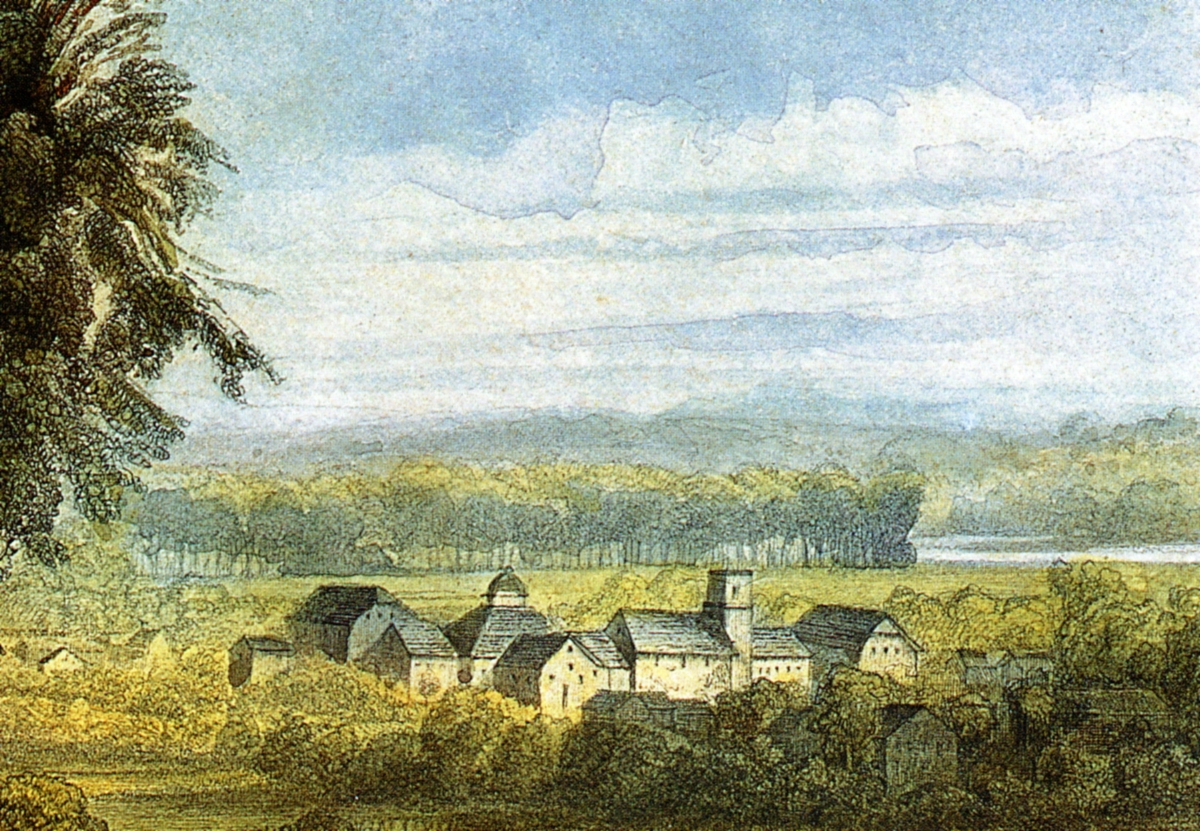
New Harmony und der Fluss Wabash 1832/1833. Ausschnitt aus dem Bild „New–Harmony am Wabash“ von Karl Bodmer.

New Harmony befindet sich im Südwesten des nordamerikanischen Staates Indiana unmittelbar an der Grenze zu Illinois und liegt 32 km nördlich des Dreiländerecks von Indiana, Illinois und Kentucky. Als Stadt in Indiana gehört New Harmony zum Mittleren Westen der USA und hat die Central Time (CT) mit der Zeitumstellung zur Sommerzeit (UTC-6 Central Standard Time und UTC-5 Central Daylight Savings Time).
Die Stadt liegt inmitten der aktiven Erdbebenzone Wabash valley seismic zone und am Rande der New Madrid seismic zone (NMSZ), wird gelegentlich von kleineren Erdbeben heimgesucht und ist von schweren Erdbeben wie bei dem New-Madrid-Erdbeben von 1811 mit einer Magnitude größer als 7 der Richterskala bedroht.
Aufgrund seiner Lage im Süden des Mittleren Westens liegt New Harmony im Tornadogebiet. Am 18. Dezember 1957 führte ein Tornado der Kategorie 3 in der Entfernung von 23 km zu Schäden von einigen hunderttausend Dollar und verletzte 4 Personen. Am 7. Januar 1989 richtete ein Tornado der Kategorie 4 in 42 km Entfernung Schäden von vielen Millionen Dollar an verletzte dabei 55 Personen.
Die Stadt New Harmony wurde auf einer Anhöhe über dem Tal des Flusses Wabash erbaut, der die Staatsgrenze zu Illinois bildet und an dem Dreiländereck in den Fluss Ohio mündet. Der Wabash teilt sich bei New Harmony in zwei Flussarme, von denen der östliche Flussarm den Namen Cutoff-River trägt.
New Harmony ist Sitz der Stadtverwaltung und des Städteverbandes Harmony, ist Teil des Verwaltungsbezirkes Posey County und gehört zur Metropolregion Evansville. Die Stadt und ihre Parks sind ein wichtiges Ausflugs- und Erholungsgebiet der Metropolregion Evansville.

## Wetter
| New Harmony Monatliche normale und extreme Temperaturen und monatliche Niederschläge |       |      |       |       |       |       |      |      |      |      |       |      |
| Monat                                                                                | Jan   | Feb  | März  | April | Mai   | Juni  | Juli | Aug  | Sept | Okt  | Nov   | Dez  |
| Extrem hoch °C                                                                       | 24    | 26   | 29    | 33    | 35    | 40    | 41   | 39   | 39   | 34   | 28    | 25   |
| Normal hoch °C                                                                       | 4,2   | 12,4 | 13,6  | 19,6  | 23,9  | 29,5  | 31,9 | 31,0 | 26,7 | 21,1 | 13,2  | 6,7  |
| Normal tief °C                                                                       | -5,2  | -3,2 | 1,8   | 7,2   | 12,8  | 17,8  | 19,9 | 18,4 | 13,9 | 7,0  | 2,2   | -2,8 |
| Extrem tief °C                                                                       | -29,4 | -30  | -22,8 | -5,0  | -2,2  | 5,0   | 8,3  | 6,1  | -0,5 | -6,1 | -19,4 | -26  |
| Niederschlag (cm)                                                                    | 7,27  | 7,75 | 10,70 | 11,20 | 12,25 | 10,25 | 9,37 | 7,85 | 7,47 | 6,95 | 10,05 | 8,10 |
| Schnee (cm)                                                                          | 10,00 | 9,25 | 6,75  | 0,75  | 0,00  | 0,00  | 0,00 | 0,00 | 0,00 | 0,25 | 1,50  | 6,75 |

## Stadtgeschichte

### Überblick
Der Besiedlung von New Harmony gingen am 16. Dezember 1811, am 23. Januar und am 7. Februar 1812 drei schwere Erdbeben voraus, deren Epizentren 200 km entfernt bei New Madrid lagen. Jenes New Madrid Erdbeben hatte eine Magnitude 7 und führte zu zahlreichen Nachbeben. Diese furchtbaren Ereignisse weckten in der ganzen Region eine Erwartung des nahen Weltunterganges, beförderten das chiliastische Denken und ermöglichten hier die Gründung einer chiliastischen Kolonie durch Johann Georg Rapp, der ebenso wie Johann Albrecht Bengel glaubte, dass die Endzeit mit der Wiederkunft Christi und dem Anbruch des Tausendjährigen Reiches am 18. Juni 1836 (nach seinen früheren Angaben: im August 1829, im Jahr 1831) geschehen würde.

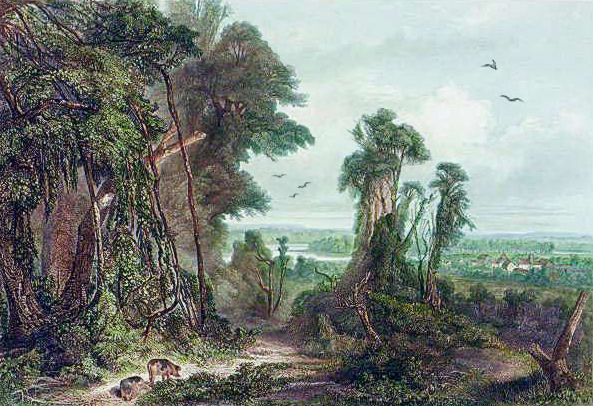
Blick auf New Harmony am Wabash River 1832/1833. Handkolorierter Kupferstich von Karl Bodmer.

Die ursprüngliche Siedlung Harmony wurde 1805 in Pennsylvania im Auftrag des Württemberger Pietisten und Chiliasten Johann Georg Rapp von der Harmony Society erbaut, die der Inspirationsbewegung zuzurechnen ist. Dort lebte Rapp mit seinen Anhängern bis 1814 und verkaufte das Anwesen an eine lokale Bank für $100.000, um eine größere Siedlung zu gründen. Weil es ihm nicht möglich war, in Pennsylvania zusätzliches Land zu kaufen, zog er nach Indiana und gründete dort ein zweites Harmony.
1824 wurde die Stadt und der 121 km² große Landbesitz an Robert Owen und William Maclure zum Preis von $ 150.000 verkauft und erhielt den Namen New Harmony. Die Harmony Society zog zurück nach Pennsylvania und gründete die Siedlung Economy in Ambridge. Robert Owens Experiment der frühsozialistischen Produktionsgenossenschaft in New Harmony mit rund 1000 Einwohnern dauerte nur von 1825 bis 1827; Robert Owen verließ die Stadt am 1. Juni 1827, achtzehn Monate nach dem enthusiastischen Anfang. Aber auch nach seinem Fortgang zog New Harmony zahlreiche kreative Persönlichkeiten mit unterschiedlichen Lebensentwürfen und wichtige Wissenschaftler an, die dafür sorgten, dass New Harmony als Stadt Bestand hatte und zu einer für die Entwicklung von Indiana bedeutsamen Stadt der Kultur und der Wissenschaften wurde.
Der österreichische Schriftsteller Nikolaus Lenau besuchte New Harmony 1832 für sechs Monate. Der deutsche Ethnologe und Naturforscher Prinz Maximilian zu Wied-Neuwied, der Schweizer Maler Karl Bodmer und der Jäger David Dreidoppel führten in den Jahren 1832 bis 1834 ihre Deutsche Expedition nach Nordamerika durch, blieben vom Oktober 1832 bis zum 16. März 1833 in New Harmony und erforschten die Stadt und ihre Umgebung. Karl Bodmer besuchte im Januar 1833 auch New Orleans. Maximilian zu Wied-Neuwied beschrieb seine Eindrücke von New Harmony und deren Umgebung in seinem 1840/1841 erschienenen Werk Reisen in das Innere Nordamerikas 1832–1834.

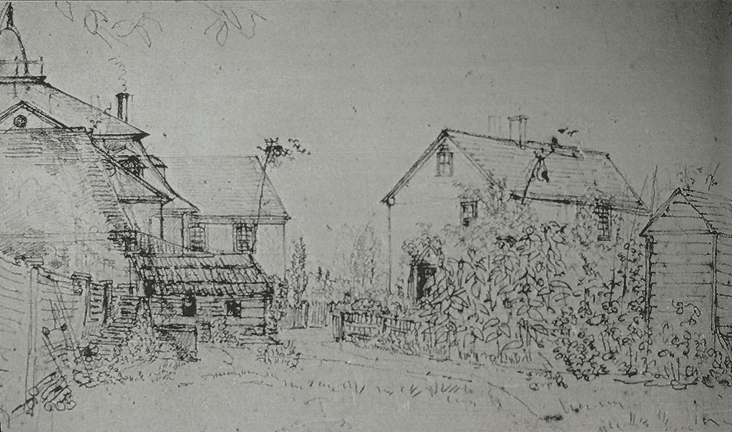
New Harmony im Jahr 1831. Skizze des französischen Künstlers Charles Alexandre Lesueur.

Jane Blaffer Owen (1915–2010), Ehefrau von Kenneth Dale Owen, eines Ur-Ur-Enkels von Robert Owen, sorgte dank ihrer finanziellen Möglichkeiten mit der nach ihrem Vater benannten Treuhandgesellschaft Robert Lee Bluffer Trust zunächst für die Restaurierung und Konservierung der Blockhäuser aus den Jahren 1814 bis 1824 und später für den Bau der Dachlosen Kirche durch den Architekten Philip Johnson und für den Ankauf der Altarfigur Herabkunft des Heiligen Geistes von Jacques Lipchitz, die beide am 1. Mai 1960 eingeweiht wurden.
Jane Owen hatte im Union Theological Seminary in New York bei dem Theologen Paul Tillich Vorlesungen gehört und legte in New Harmony den Paul Tillich Park an, der am Pfingstfest 1963 in Anwesenheit von Paul Tillich eingeweiht wurde. Nach dem Tod von Tillich, am 22. Oktober 1965, wurde seine Asche zu Pfingsten 1966 in diesem Park beigesetzt. Seit Mai 1968 fanden Paul Tillich Gedächtnisvorlesungen in der Dachlosen Kirche statt.
Das Atheneum wurde in den Jahren 1976 bis 1979 von Richard Meier erbaut und am 10. Oktober 1979 eingeweiht. Durch seine Lage am Fluss Wabash markiert es den Ort, an dem die Siedler ihre Boote und Schiffe anlegten, um New Harmony zu erreichen. Es dient als Fremdenverkehrsbüro (englisch: visitor center), als Stadtmuseum, als Historisches Museum und als Tagungszentrum. Durch seine Panoramafenster bietet es verschiedenartige Aussichten auf die Stadt New Harmony. Vor dem Gebäude steht die Skulptur Suche nach Harmonie von Tim Fitzgerald.

### New Harmony im 19. Jahrhundert

#### Johann Georg Rapp
Johann Georg Rapp und seine Harmony Society
Johann Georg Rapp, Sohn eines Leinewebers und Weingärtners, von Beruf ebenfalls Leineweber, trennte sich 1785 in seinem Heimatort Iptingen in Württemberg als separatistischer Gegner der lutherischen Kirche, als spiritualistisch ausgerichteter Radikaler Pietist sowie als Theosoph und Alchemist von der Kirche. Er stieg zum wichtigsten Führer der radikalpietistischen Bewegung im Herzogtum Württemberg auf und organisierte ein Netzwerk von entsprechenden Gruppen im ganzen Land. Ohne theologische Ausbildung und Ordination hielt er in Iptingen Versammlungen, in denen „Liebesmahle“, religiöse Mahlfeiern ohne sakramentale Bedeutung, gefeiert wurden. Dabei geriet er in schwere Konflikte mit der damaligen Staatskirche und den staatlichen Behörden, die ihn und verschiedene Anhänger jedoch milde behandelten, um ihn nicht zum Märtyrer zu machen.

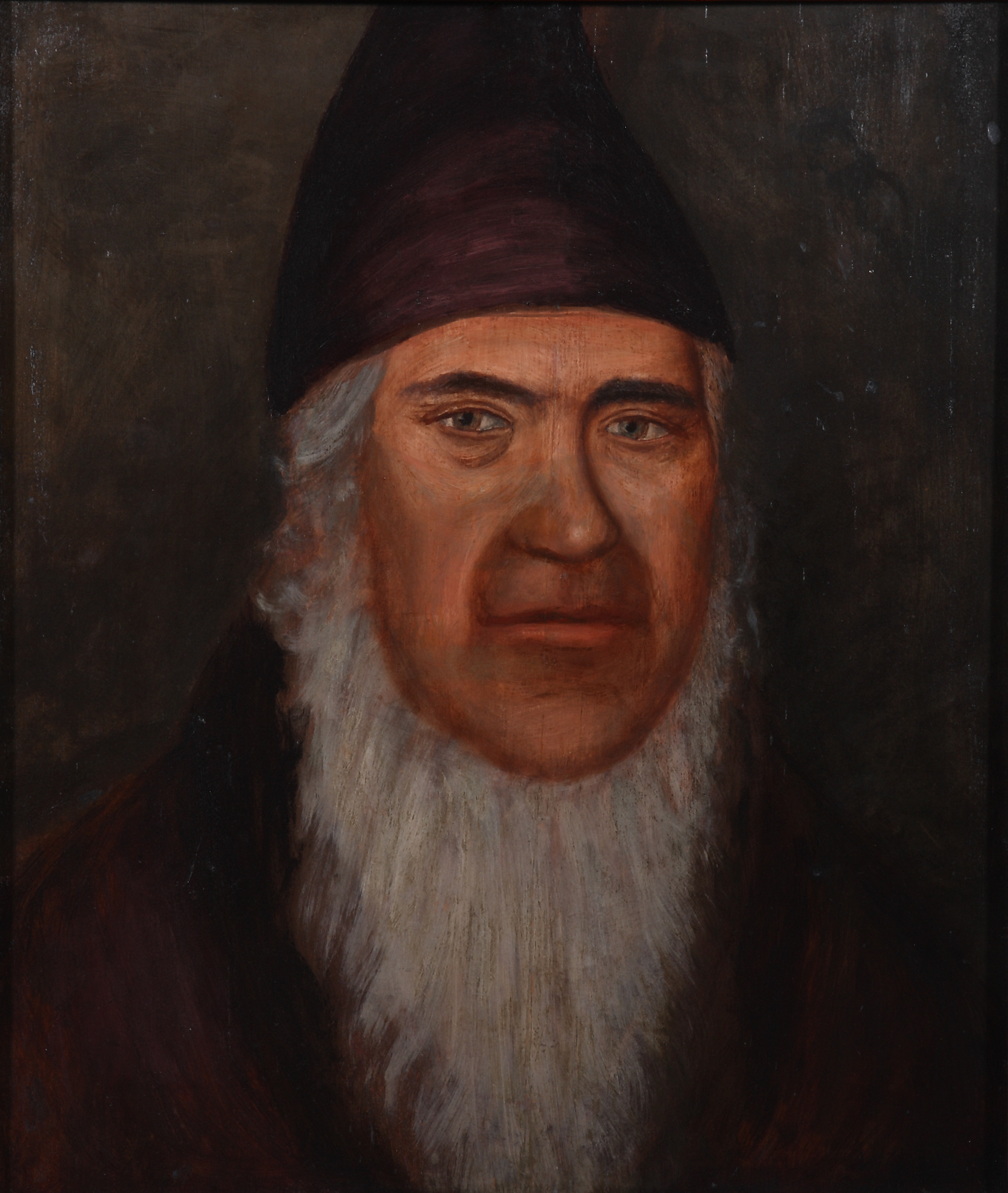
Johann Georg Rapp 1757–1847

Im Jahr 1803, als der Druck der Behörden signifikant zunahm, wanderte Rapp nach Amerika aus und kaufte 1804 für die Gründung seiner ersten Siedlung mit Namen Harmony in Pennsylvania in der Nähe des Ortes Zelienople 1.640 ha Land zum Preis von 10.000 $ von Dettmar Basse. Am 15. Februar 1805 gründete Rapp die Harmony Society, ließ aber das gesamte Vermögen auf sich und seine Familie eintragen. Beim Eintritt musste jedes neue Mitglied die Grundsatzerklärung Artikel zur Vereinigung von 1805 unterschreiben. Damit erfolgte die Übergabe des gesamten Vermögens und der Verzicht auf Privatbesitz; dafür verpflichtete sich Rapp für die Dauer der Mitgliedschaft zur Bereitstellung der lebensnotwendigen Güter. Rapp berief sich dabei auf die Bibelstelle Apg 4,32 . Wenn ein Rappist die Harmony Society verlassen wollte, erhielt er einem Gerichtsurteil entsprechend sein eingezahltes Vermögen ohne Verzinsung zurück; wenn er beim Eintritt aber kein Vermögen besessen hatte, erhielt er eine Abfindung. Mehrere hundert Anhänger, die Rapp nach Amerika gefolgt waren, bauten die Siedlung auf und arbeiteten als Mitglieder der Harmony Society in verschiedenen Berufen und Gewerben mit wachsendem wirtschaftlichem Erfolg. Da es keine guten Verkehrswege zum Verkauf der hergestellten Waren gab, weil der nächste schiffbare Fluss 20 km und die Stadt Pittsburgh noch viel weiter von Harmony entfernt waren, aber wohl auch, um der zunehmenden Zivilisation zu entfliehen, entschloss sich Rapp 1813, die Stadt aufzugeben und zu einem Preis von 100.000 $ zu verkaufen.
Im Winter 1813/14 reiste Rapp nach Indiana. Dort kaufte er bis 1817 an dem Fluss und Schifffahrtsweg Wabash aus dem Staatsbesitz nach und nach rund 12.300 ha sumpfiges Land zum Preis von 61.050 $. Nur 70 Rappisten (englisch:  Rappites oder Harmonists) blieben in Pennsylvania; die übrigen 730 zogen von 1814 bis Mai 1815 nach Indiana, um dort ihre zweite Stadt Harmony  aufzubauen. Im Jahr 1817 kamen 117 neue Auswanderer aus Württemberg nach Harmony, weil sie dem Hungerjahr 1817 in Deutschland entkommen wollten. Sie brachten Unruhe, weil Verlobte heiraten wollten, was in Harmony untersagt war; Rapp sah sich aber gezwungen, dennoch einige Trauungen durchzuführen.

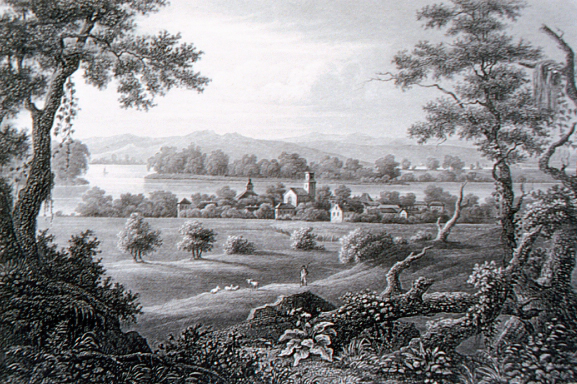
New Harmony 1832/1833. Stahlgravierung nach Karl Bodmer.

Bereits kurz nach 1805 gab es viele Austritte, zwischen 1815 und 1825 nur 13 Austritte. Die meisten Anhänger Rapps betrachteten die Zeit in New Harmony als Höhepunkt der Gemeinschaft um Rapp. So wurde beispielsweise in einer feierlichen Zeremonie öffentlich das Buch verbrannt, in dem die ursprünglichen Einlagen der Mitglieder festgehalten waren. Freilich sollte sich viel später erweisen, dass die Familie Rapp durchaus noch Unterlagen besaß, in denen die Einlagebeträge aufgelistet waren. Das Vermögen der Gemeinschaftskasse stieg bis zum Tod von Rapp im Jahr 1847 nach unterschiedlichen Angaben auf 5 – 12 Millionen Dollar. Die Mitglieder der Harmony Society waren (auch als bereits Verheiratete) zu einem gemeinsamen Leben (Vita communis) mit sexueller Enthaltsamkeit, Verzicht auf Privatleben und ausschließlich kollektiver Arbeit verpflichtet; freigestellt war allein der Besuch der abendlichen religiösen Zusammenkünfte und der beiden Sonntagsgottesdienste. Die Einhaltung dieser Verpflichtungen überwachte Rapp in unnachgiebiger Weise.
Rapp ließ sich von den Rappisten mit Vater anreden. Er verstand sich selber als einen von Gott inspirierten Propheten und Prediger und als theokratischen „Bischof“ der Harmony Society, während sein Sohn John (Johann) Rapp bis zum Tod (1812) und anschließend sein Adoptivsohn Frederick Reichert Rapp bis zum Tod (1834) die Gemeinschaftskasse der Harmony Society verwalteten und gemeinsam mit den Associates die wirtschaftlichen Belange der Harmony Society und ihrer Mitglieder regelten.
Im Jahr 1824 stellte Rapp fest: Die Absatzmärkte für seine Produkte waren zu weit entfernt, Malaria war eine ständige Gefahr, es gab Probleme mit Nachbarn, und die Rappisten fühlten sich isoliert, weil sich keine anderen deutschen Siedlungen in der Nähe befanden. So entschloss sich Rapp, Harmony zu verkaufen und eine neue Siedlung mit Namen Economy (heutiger Ortsname: Ambridge) 18 Meilen nördlich von Pittsburgh in Pennsylvania zu gründen, die er später zu einer Musterstadt und zu einem Wirtschaftsimperium ausbauen konnte. Zu Weihnachten 1824 verkaufte er Harmony für 150.000 $ an Robert Owen, und die Übersiedlung nach Economy war dann im Sommer 1825 abgeschlossen.
Die Gründerjahre 1814–1824

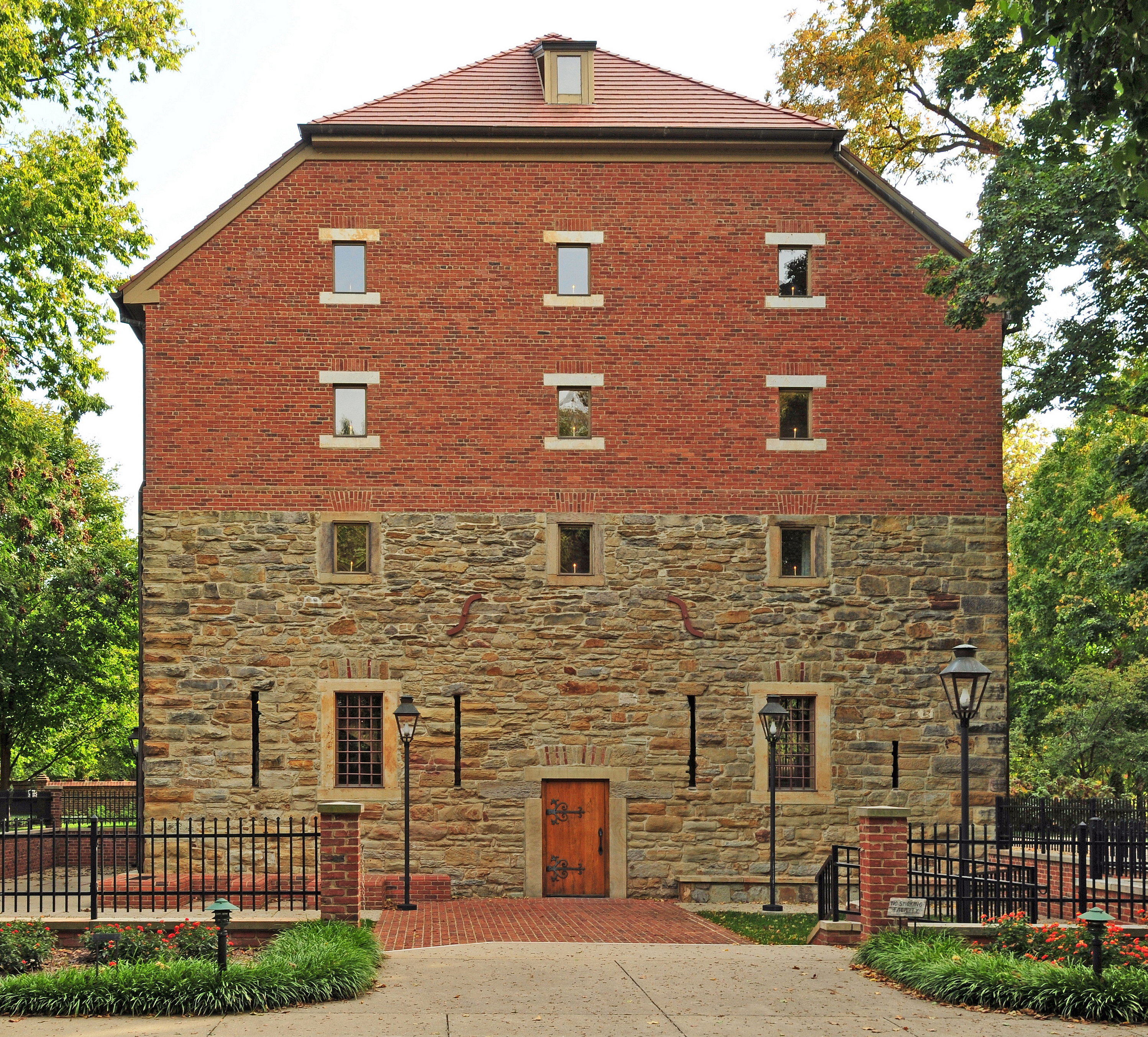
Der im Jahr 1818 von der Harmony Society erbaute Kornspeicher ist 1997 bis 1999 restauriert worden. Er dient jetzt als Veranstaltungszentrum.

Im Jahr 1814 war das Gebiet des jetzigen Posey County, in dem die Harmony Society ihre Stadt Harmony aufbauen wollte, nur noch von sechs Familien besiedelt, die die schweren Erdbeben von 1811 bis 1812 und die ständigen Nachbeben überlebt hatten. Als im Juli 1814 John Baker und die ersten 100 Rappisten mit dem Schiff am Ufer des Flusses Wabash anlegten, empfing sie die Wildnis in geradezu apokalyptischer Weise mit schwülheißen tropischen Temperaturen, stundenlangen Gewittern und Myriaden von Moskitos, die sich auf ihre Opfer stürzten. Es gelang den Siedlern gerade noch, die Stadt mit ihren schachbrettartig angelegten Straßen zu vermessen und abzustecken, als die meisten von ihnen an Malaria erkrankten und von den noch Gesunden gepflegt werden mussten, so dass wochenlang an Arbeit nicht mehr zu denken war.
Mit neun weiteren Schiffen erreichten die übrigen Rappisten bis zum Mai 1814 ihre neue Siedlung. Zunächst legten sie den Friedhof an, auf dem sie in den ersten drei Jahren 120 Siedler begraben mussten, die an der Malaria gestorben waren.
Danach rodeten sie den Wald mit den von den Erdbeben umgestürzten Bäumen, machten das Land urbar, entwässerten die Sümpfe und legten Felder, Obstgärten und Weinberge an. Schon im ersten Jahr erbauten sie in Harmony einhundert Blockhäuser (englisch: Log Cabin). Nach und nach entstand die Stadt in voller Schönheit mit baumbestandenen Alleen, mit über 125 Blockhäusern, die später weitgehend durch zweigeschossige Fachwerkhäuser ersetzt wurden und als Wohnhäuser für Familien dienten. Diese Wohnhäuser verfügten über angebaute Ställe, Werkzeugschuppen und Aborte, waren von Bauerngärten mit Blumen, Gemüse und Kräutern umgeben und durch Lattenzäune zur Straße hin abgegrenzt. Die Ledigen wohnten in vier langgestreckten Backsteinhäusern mit großen Schlafsälen. Für gesellige Stunden sorgte das Gasthaus. Insgesamt baute die Harmony Society 180 Gebäude, von denen etwa 35 erhalten sind.
Zwischen der Stadt und dem Fluss lagen die über 14 ha großen Obstgärten mit Apfel- und Birnbäumen. Hinzu kamen der 2 ha große Gemüsegarten und der 6,5 ha große Weinberg. Insgesamt hatten die Rappisten 600 ha Sumpfland bis 1819 und 820 ha bis 1824 kultiviert.

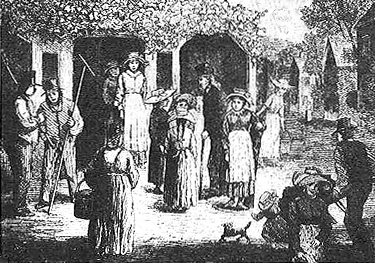
Die Mitglieder der Harmony Society trugen deutsche Kleidung in ihrer amerikanischen Stadt Harmony.

Beim Aufbau der Stadt achtete Rapp auf den Einsatz der neuesten Technologien. Er kaufte eine Dampfmaschine und eine Dreschmaschine, erbaute zwei große Kornspeicher, außerdem Spinnereien für Produkte aus Wolle und Baumwolle. Die Felder wurden von Bauernhöfen aus bewirtschaftet, außerdem gab es als Handwerksbetriebe u. a. Töpfereien, Seilereien, Brennereien, Keltereien,  Schmieden, Zimmereien, Schuhmachereien, Schneidereien und Stellmachereien.
Harmony wurde bald zu einem Geschäftszentrum in Indiana. Die landwirtschaftlichen und industriellen Produkte der Stadt wurden in den großen amerikanischen Städten und im Ausland vermarktet.
Ebenso wie in den beiden anderen Siedlungen der Harmony Society legte Rapp auch hier ein Labyrinth aus hohen Buchenhecken an, in dessen Mitte sich eine aus rohen Felsbrocken erbaute, mit Stroh gedeckte und mit wildem Wein überwachsene runde Grotte befand, deren mit einer rauen Eichentür verschlossene Höhle innen mit zierlichen Wandmalereien und Inschriften versehen war, die auf die in der Stadt Harmony angestrebte Harmonie hinwiesen. Wenn Rapp mit auswärtigen Gästen das Labyrinth aufsuchte, ließ er den Gästen den Vortritt und eilte dann auf dem einzig möglichen Weg zu seinem Sitzplatz an der Grotte, wo er die Gäste schadenfroh beobachtete, wie sie herumirrten und den Weg zur Grotte ohne seine Hilfe nicht finden konnten. In den Jahren 1939–1941 wurde dieses Labyrinth nach einer vielleicht von Rapp angefertigten Zeichnung an anderer Stelle neu gepflanzt und die nicht mehr vorhandene Grotte nach dem Vorbild der noch in Economy vorhandenen Grotte rekonstruiert; es ist ein Labyrinth State Memorial.

Die Kirchen und der Friedhof von Harmony

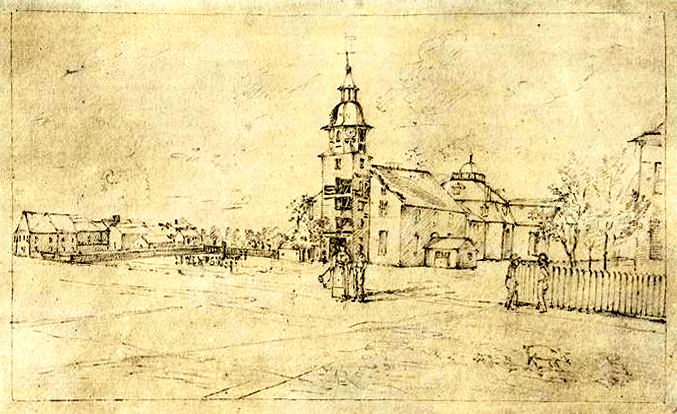
Die Holzkirche von New Harmony, dahinter die Backsteinkirche. Zeichnung im Mai 1826 von Charles Alexandre Lesueur.

Rapp ließ in Harmony bald nach seiner Ankunft eine Holzkirche bauen, in der er ab 1815 Gottesdienste hielt, bis die Kirche durch Blitzschlag weitgehend zerstört wurde. Danach ließ Rapp die Holzkirche erneut aufbauen. Der Turm trug neben einer Turmuhr auch eine Turmhaube mit darüberstehendem Dachreiter und einer Wetterfahne. Die Bilder zeigen, dass die Turmhaube zwischen 1826 und 1832 entfernt wurde. Robert Owen nutzte die Kirche als Werkstatt und Ausbildungsstätte für Tischler und Schuhmacher. Den Bodenraum im 1. Stock baute er für die Lehrlinge zu einem Schlafsaal mit dreistöckigen Betten und zu einem Klassenraum aus.
Eines Tages erklärte Rapp, er habe dreimal geträumt, und im Traum sei ihm der Bauplan einer neuen Kirche mitgeteilt worden, die ebenfalls gebaut werden müsse. Die Rappisten dachten, dass ein Engel ihrem Vater Rapp den Bauplan persönlich übergeben habe. Daraufhin errichteten sie die Kirche von 1822 aus roten Backsteinen; die Kirche war 120 Fuß lang und 28 Fuß hoch (Fuß = 30,48 cm). Die Eingangstür zur Kirchstrasse hin wurde Tür der Verheißung genannt; der Türrahmen trug oben die Jahreszahl 1822 und darunter als Symbol der biblischen Verheißung die Goldene Rose, die Frederick Reichert Rapp, der Adoptivsohn von Johann Georg Rapp, dort eingemeißelt hatte. Unter der Goldenen Rose stand die Inschrift Micha 4. v. 8.
Im Innern befand sich ein großer Saal in Form eines Griechischen Kreuzes; das Dach wurde durch hölzerne Säulen getragen. Darüber befand sich ein zweiter großer Saal unter einer Kuppel. Außen wurde die Kuppel von einem breiten Balkon umrundet, auf dem die Stadtkapelle jeden Sonntagabend ihre Konzerte gab. Ein Modell der Kirche von 1822 wird in dem Atheneum ausgestellt.

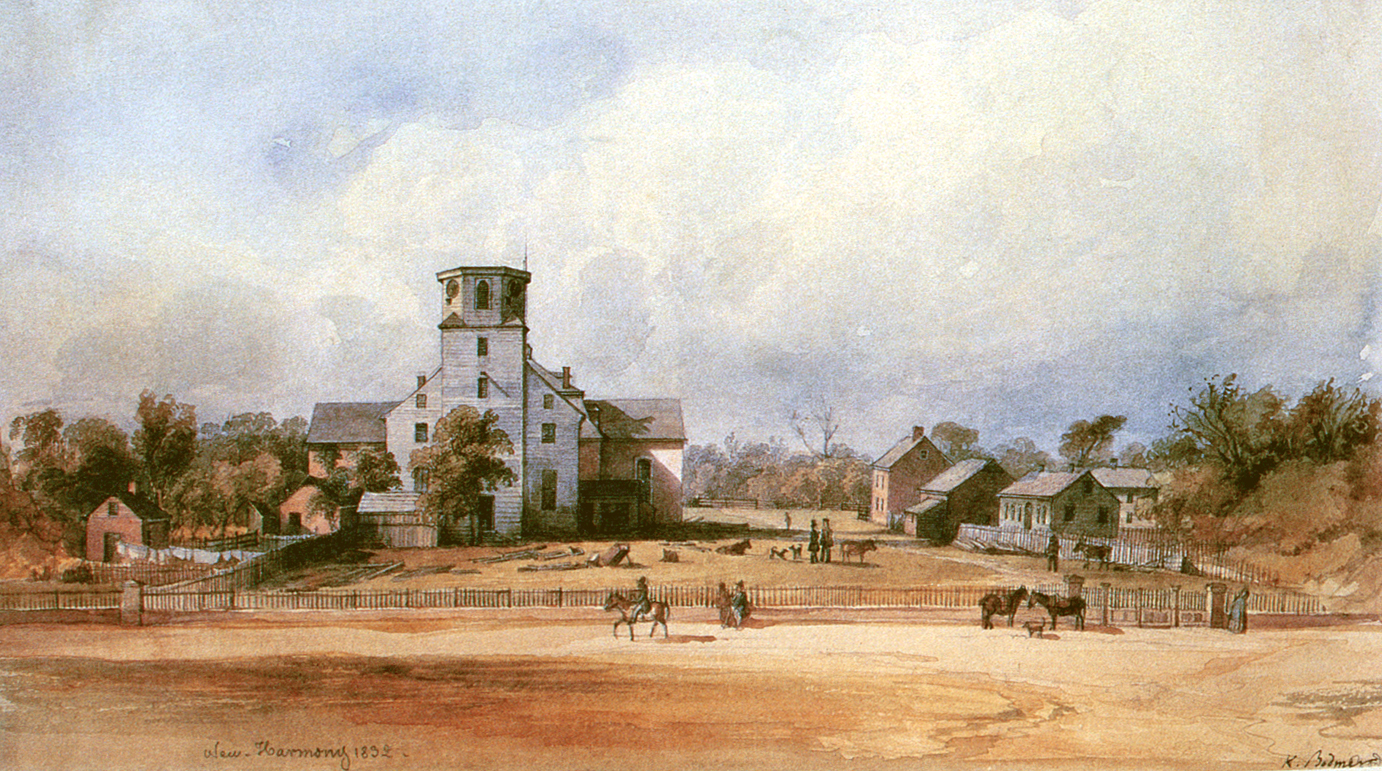
Die Holzkirche von New Harmony, dahinter die Kirche von 1822. Aquarell von Karl Bodmer 1832.

Die Goldene Rose, Symbol der Harmony Society, entnahm Rapp dem Buch von Christoph Schütz, erschienen in 2. Aufl. 1731 unter dem Titel: Güldene Rose oder ein Zeugnis der Wahrheit von der uns nun so nahe bevorstehenden Güldenen Zeit des tausendjährigen und ewigen Reichs Jesu Christi und der damit verbundenen Wiederbringung aller Dinge.
Robert Owen, der die Kirchen 1824 gekauft hatte, war ein erklärter Atheist und untersagte in New Harmony jegliche Religionsausübung; deshalb verließen im Jahr 1826 etwa 80 Personen die Stadt New Harmony und gründeten die Siedlung No. 2 Maclura zwei Meilen von New Harmony entfernt, wo sie ungestört ihre Gottesdienste halten konnten. Robert Owen nutzte die Kirche von 1822 als Vortragsraum, Konzerthalle und Ballsaal und gab ihr den Namen: Halle von New Harmony. Nachdem Owen die Stadt New Harmony verlassen hatte, verfiel das Gebäude, bis Nachkommen von Rapp die Stadt New Harmony im Jahr 1874 aufsuchten, um aus den Ziegelsteinen der Kirche eine Mauer um den mit Robinien bepflanzten ehemaligen Friedhof der Rappisten zu errichten.
Auf diesem Friedhof waren die verstorbenen Rappisten in Gemeinschaftsgräbern ohne Grabhügel und Grabsteine an der Stelle bestattet worden, an der sich bereits Grabhügel einer früheren Urbevölkerung befanden. In den Jahren 1814 bis 1824 wurden 226 Mitglieder der Harmony Society beigesetzt. Darunter waren viele Kinder; von manchen Familien liegen hier bis zu 6 Familienmitglieder.
Die University of Southern Indiana errichtete 1988 auf dem Grundstück dieser beiden Kirchen einen Kirchenpark (englisch Church Park) mit verschiedenen Freizeiteinrichtungen und 2003 den von Don Gummer errichteten Bronzebrunnen Fountain of Commitment, der Kenneth Dale Owen, dem Ehemann von Jane Owen, gewidmet ist. Die Umrisse der Kirche von 1822 wurden durch Bepflanzungen hervorgehoben. Eine Nachbildung der Tür der Verheißung mit der Goldenen Rose steht an ihrer historischen Stelle.

#### Robert Owen
Die frühsozialistische Produktionsgenossenschaft
Robert Owen kam zusammen mit anderen Gelehrten und Schriftstellern, darunter William Maclure, Charles-Alexandre Lesueur und Thomas Say, auf einem Kielboot mit Namen Philanthropist nach Harmony. Die Wissenschaftler nannten sich Boatload of Knowledge (deutsch: eine Bootsladung Wissen) und wurden auf einem Frachtboot im Fluss Wabash ansässig. Zusammen mit William Maclure kaufte Robert Owen 1824 die Stadt Harmony und den 121 km² großen Landbesitz zum Preis von $150.000 von Johann Georg Rapp und gab der Stadt den neuen Namen New Harmony.

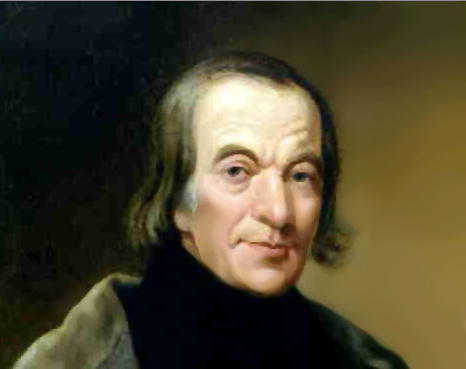
Robert Owen

Robert Owen gründete hier 1825 eine frühsozialistische Produktionsgenossenschaft mit dem Namen Owen community und überließ die Leitung seinem Sohn William Owen, während er seine Baumwollspinnerei in New Lanark (Schottland) verkaufte und noch weitere Produktionsgenossenschaften in Nordamerika ins Leben rief. Als er nach New Harmony zurückkehrte, war das Scheitern seines Experimentes schon absehbar. Der Herzog Bernhard zu Sachsen-Weimar-Eisenach besuchte ihn dort und beschrieb seine Eindrücke in dem zweiten Teil seines Werkes Reise Sr. Hoheit des Herzogs Bernhard zu Sachsen-Weimar-Eisenach durch Nord-Amerika in den Jahren 1825 und 1826, das sein Freund Johann Wolfgang von Goethe vor der Veröffentlichung in Weimar redigierte.
Die Produktionsgenossenschaft in New Harmony mit rund 1000 Einwohnern bestand nur von 1825 bis 1827. Der individualistische Anarchist Josiah Warren (1798–1874), der selbst Mitglied des Experiments unter Owen war, führte das Scheitern darauf zurück, dass den Teilnehmern zu wenig Unabhängigkeit in ihren privaten Entscheidungen gelassen wurde. Deswegen sei es unmöglich gewesen, Konsens in der Frage einer für jeden einzelnen verbindlichen „richtigen“ Lebensweise zu erreichen. Die Soziologin und Owen-Biographin Helene Simon sieht das Scheitern darin begründet, dass Owen zwar eine soziale Demokratie errichten wollte, jedoch keine entsprechenden Institutionen zum Ausgleich der verschiedenen Interessen vorgesehen und aufgebaut hat. Das Experiment scheiterte aber auch, weil Mitglieder in die Produktionsgenossenschaft aufgenommen wurden, die dazu nicht geeignet waren, und weil Robert Owen lange Zeit von New Harmony abwesend war und deshalb gerade in der Anfangszeit keinen Einfluss auf die Entwicklung der Produktionsgenossenschaft nehmen konnte.

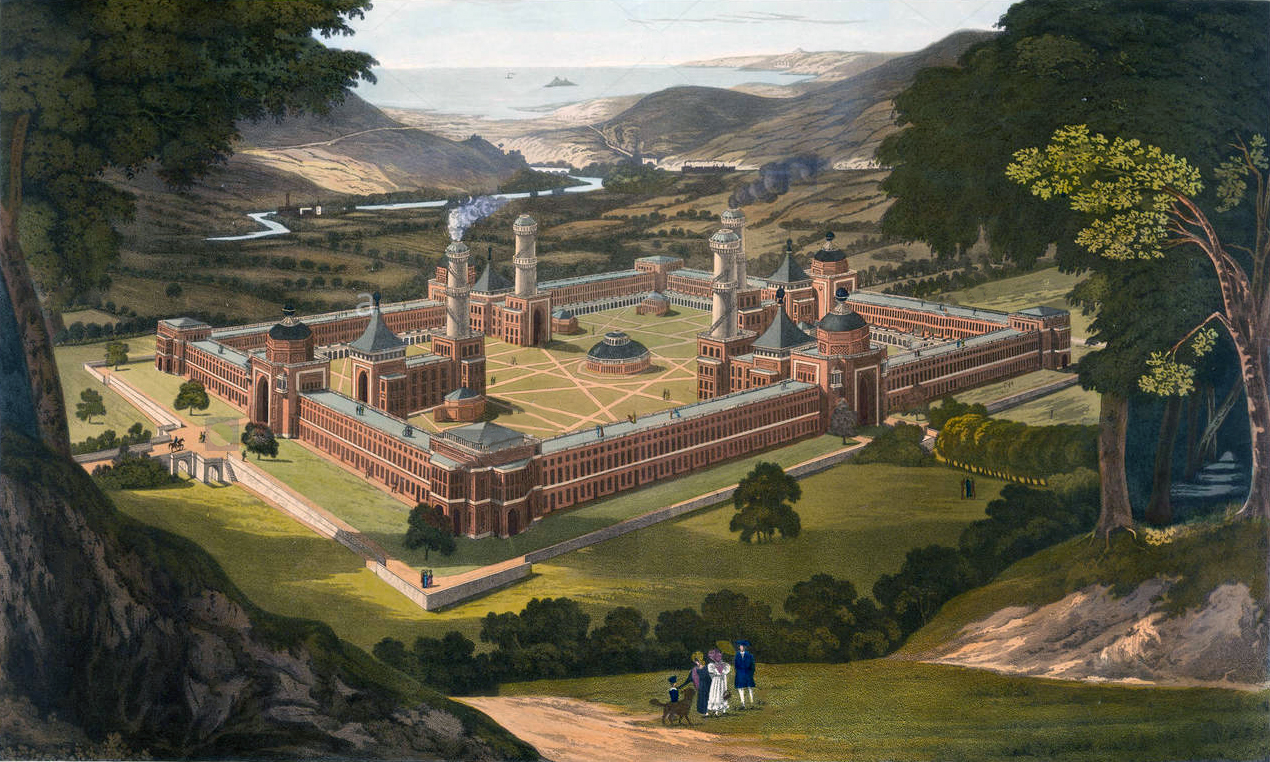
Robert Owens Vision von New Harmony, die nie verwirklicht wurde.

Andererseits war es Robert Owen gelungen, zahlreiche Wissenschaftler nach New Harmony zu bringen, die New Harmony später zu einem wissenschaftlichen Zentrum von Nordamerika machten. Zu ihnen gehörten neben William Maclure auch Thomas Say und Charles-Alexandre Lesueur und zwei Söhne von Robert Owen. Der Sohn David Dale Owen wurde leitender Geologe von Arkansas, Indiana, Iowa, Kentucky, Minnesota sowie der USA und von 1839 bis 1856 der Leiter der ersten Zentralstelle der geologischen Forschung in den USA mit Sitz in New Harmony, aus der das US Geological Survey erwuchs. Der jüngste Sohn Richard Owen wurde ebenfalls leitender Geologe von Indiana und Nordamerika, arbeitete von 1864 bis 1872 als Professor an der Indiana University Bloomington und war von 1872 bis 1874 der erste Präsident der Purdue University in West Lafayette, Indiana.
Robert Owen verließ New Harmony am 1. Juni 1827, achtzehn Monate nach dem enthusiastischen Anfang. Aber auch nach seinem Fortgang zog New Harmony zahlreiche kreative Persönlichkeiten mit unterschiedlichen Lebensentwürfen an, die dafür sorgten, dass New Harmony als Stadt Bestand hatte und zu einer für die Entwicklung von Indiana bedeutsamen Stadt der Kultur und der Wissenschaften wurde, in der sich als Innovation für Nordamerika die ersten öffentlichen Schulen mit gleichberechtigter Ausbildung für Jungen und Mädchen, die erste öffentliche Berufsschule, das erste Arbeiterinstitut, die erste öffentliche Bibliothek und der erste öffentliche Kindergarten befanden. Der Kindergarten in New Harmony war der Anlass zu dem englischen Lehnwort kindergarten. Feministinnen in New Harmony setzten das Frauenwahlrecht in New Harmony durch, lange bevor das Frauenwahlrecht in Indiana oder in anderen Bundesstaaten der USA eingeführt wurde.

#### Maximilian zu Wied-Neuwied und Karl Bodmer in New Harmony

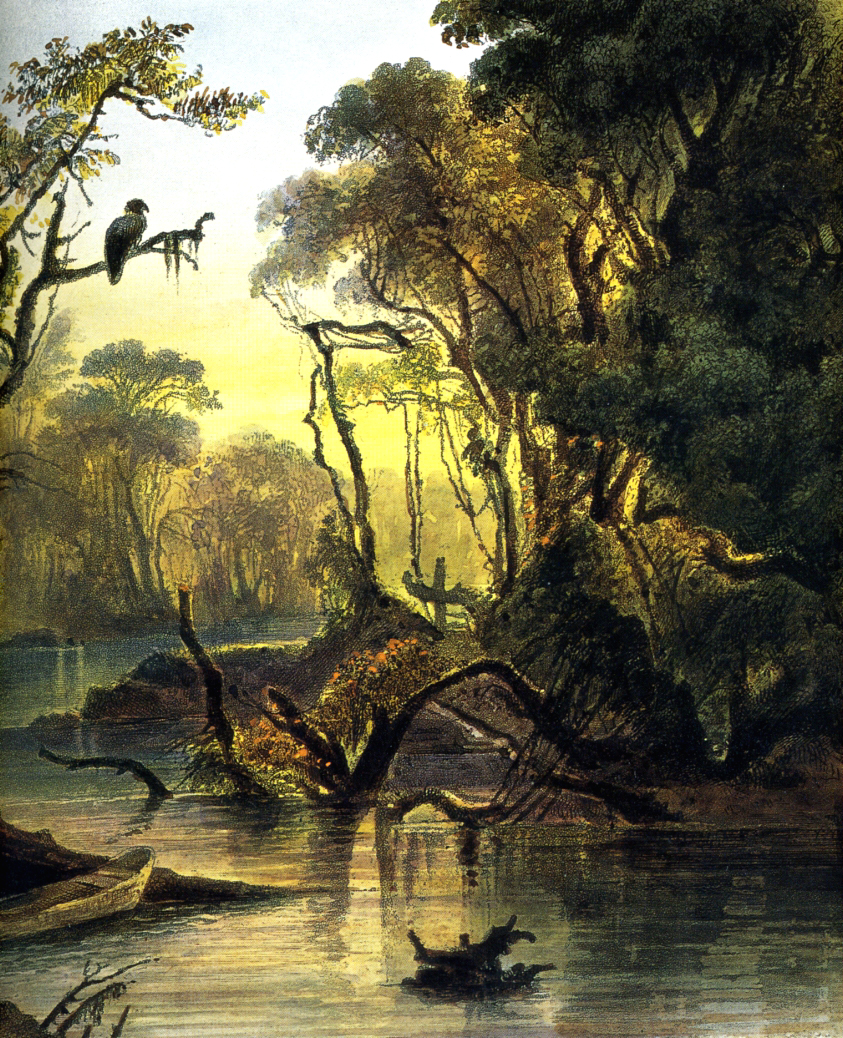
Der Fluss Wabash bei New Harmony 1832/1833. Ausschnitt aus dem Gemälde „Cutoff River Arm des Wabash“ von Karl Bodmer.

Der deutsche Ethnologe und Naturforscher Prinz Maximilian zu Wied-Neuwied, der Schweizer Maler Karl Bodmer und der Jäger David Dreidoppel führten in den Jahren 1832 bis 1834 ihre Nordamerika-Reise durch, blieben vom 19. Oktober 1832 bis zum 16. März 1833 in New Harmony und erforschten die Stadt und ihre Umgebung. Ihre Hoffnung, dort Indianer anzutreffen, erfüllte sich nicht.
Maximilian zu Wied-Neuwied war hier zwei Monate bettlägerig, er musste seine Cholera auskurieren. Er nutzte den Aufenthalt zu Forschungen und Gesprächen mit den hier ansässigen Wissenschaftlern Thomas Say und Charles-Alexandre Lesueur. Thomas Say hatte in den Jahren 1819 bis 1820 eine Forschungsreise vom Mississippi bis in die Rocky Mountains gemacht. Da Maximilian zu Wied-Neuwied eine ähnliche Reise plante, war er interessiert an den wissenschaftlichen Ergebnissen jener Reise in das noch von Indianern bewohnte Gebiet westlich des Mississippi.
In seinem 1840/1841 erschienenen Werk Reise in das innere Nord-America in den Jahren 1832 bis 1834 beschrieb Maximilian zu Wied-Neuwied New Harmony und den Fluss Wabash folgendermaßen:
- New Harmony ist gegenwärtig ein großes Dorf von etwa 600 Seelen, dessen Gebäude zum Teil von Backsteinen und nicht aneinandergeschlossen, sondern oft voneinander getrennt liegen; die Straßen sind rechtwinklig, breit und ungepflastert. Die von Rapp erbaute Kirche steht leer und ist zu einem Liebhabertheater umgewandelt. Die Lage von New Harmony ist nicht unangenehm.
- Der Wabash, ein schöner Fluss von der Stärke der Mosel, häufig noch breiter, schlängelt sich durch die zum Theil bebauten, vor kurzem aber noch überall mit grossen Waldungen bedeckten Ufer dahin. Eine hügelige, mit Wald bedeckte Gegend schliesst sich an die Wabash-Niederung an, welche letztere in manchen Jahren grösstentheils vom Flusse überschwemmt wird und dadurch an Fruchtbarkeit gewinnt. Jetzt im Winter war diese Niederung zum Teil mit den vertrockneten Maispflanzen bedeckt, welche in diesem Zustand als Stroh dem Vieh zur Nahrung dienen, und die Grastriften in der Nähe des Flusses waren mit den hohen abgestorbenen Überresten einer blau blühenden Liatris bedeckt.
- Der Ort selbst liegt auf einer etwas höheren Stelle der Niederung, von seinen Obstgärten umgeben, und leidet nicht unter Überschwemmungen. Der Wabash teilt sich bei New Harmony in zwei Arme, wovon man den östlichen Cutoff-River nennt, weiterhin aber in mehrere, und bildet viele waldige Inseln, von welchen die grösseren bewohnt sind. Auf der die Niederung begrenzenden bewaldeten Hügelkette hat man eine hübsche Ansicht der Gegend und des Ortes, und hier hat Herr Bodmer auch die sehr treue Ansicht von New Harmony aufgenommen.
- New Harmony ist überall von seinen Feldern umgeben, die etwa 600 bis 800 Schritte im Durchmesser halten, alsdann erheben sich rundum hohe Waldungen, in welchen überall einzeln verteilt die Ansiedler ihre kleinen Felder angelegt haben. Man kennt diese Leute gewöhnlich unter dem Namen Backwoodsmen, da sie wie halbe Wilde, zum Teil ohne Schulunterricht und ohne Geistliche aufwachsen. Die Wälder, welche sie bewohnen, sind höchst ausgedehnt, ihr Boden höchst fruchtbar.

Bei ihrer Rückreise besuchten Maximilian zu Wied-Neuwied, Karl Bodmer und David Dreidoppel vom 6. bis 9. Juni 1834 erneut New Harmony; hier trafen sie Robert Dale Owen, Thomas Say, William Maclure und Charles Alexandre Lesueur zum wissenschaftlichen Austausch. Vier Monate später, am 10. Oktober 1834, verstarb Thomas Say in New Harmony im Alter von 47 Jahren an Typhus.

### New Harmony im 20. Jahrhundert

#### Die „Dachlose Kirche“ von Philip Johnson

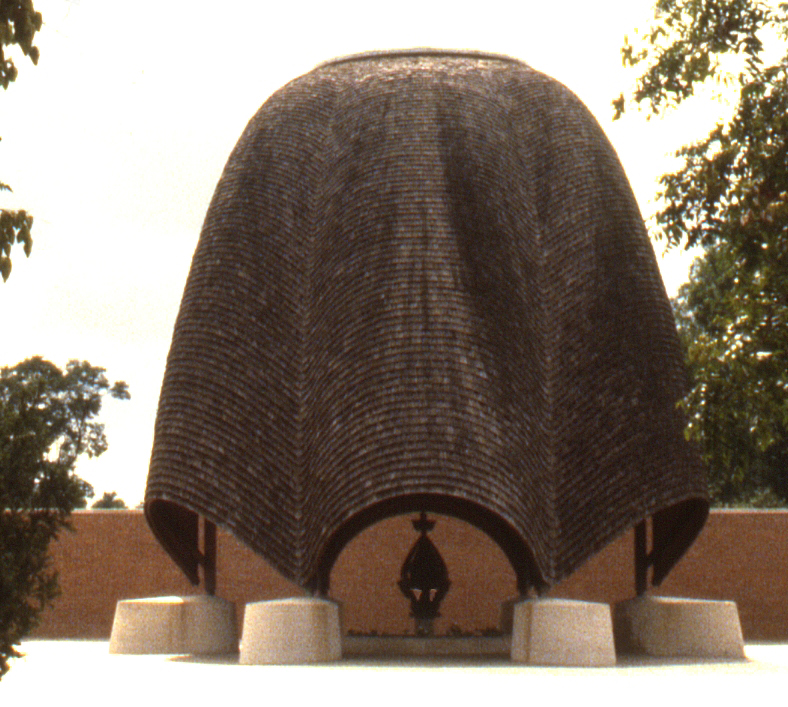
Der Baldachin in der „Dachlosen Kirche“ in New Harmony

Als Jane Owen die historischen Blockhäuser in New Harmony restaurierte, dachte sie über den Wiederaufbau der Kirche von 1822 nach, da deren Bauplan erhalten geblieben war. Als sie aber bei der Schriftstellerin George Sand den Hinweis fand, dass nur ein Dach, nämlich der Himmel, weit genug sei, um die ganze Menschheit zum Gottesdienst zu versammeln, entschloss sie sich stattdessen zum Bau einer dachlosen Kirche, die allen Religionen zur Religionsausübung offenstehen sollte. Jane Owen konnte den amerikanischen Architekten Philip Johnson für ihr Bauvorhaben gewinnen.
Philip Johnson schuf als Kirchenschiff einen von Bäumen bestandenen rechteckigen Innenhof in den Maßen 69 mal 38 Meter. Der Innenhof ist von einer vier Meter hohen roten Backsteinmauer umgeben, die die Sicht auf die angrenzende Wohnsiedlung verdeckt.
Der Besucher betritt das Kirchenschiff durch eines der Tore, die von Jacques Lipchitz gestaltet wurden; sein Blick geht zwischen den Bäumen hindurch auf den weiten Himmel und auf den vor der rückwärtigen Mauer stehenden und mit Schindeln bedeckten Baldachin.
Der Baldachin, den Philip Johnson Schrein nennt, erinnert entfernt an gotische Baldachine, beispielsweise an den Baldachin in der Abteikirche Maria Laach, aber er steht nicht wie in Maria Laach über einem Altar, sondern über der Plastik Herabkunft des Heiligen Geistes von Jacques Lipchitz. Philip Johnson sagt, der Schrein sei eine reine Form – häßlich oder schön – und nichts als reine Form. Er baute gleichzeitig in Rechowot, Israel, einen Atomreaktor, dessen Reaktordom eine nahezu identische Form aufweist wie dieser Baldachin; auch jener Reaktordom steht dort in einem Innenhof.
Philip Johnson vertritt die Auffassung, dass sich bei einem Gebäude die Innen- und Außenräume gegenseitig durchdringen müssen. Die Dachlose Kirche lebt von dieser spannungsreich angelegten Zuordnung des durch die Außenmauer begrenzten Kirchenschiffes als Innenraum und des grenzenlosen Weltraumes als Außenraum.
Philip Johnson setzt also den innen umbauten Raum in Beziehung zu dem Raum, der das Bauwerk nach oben umgibt. Der Innenraum expandiert in eine kosmische Weite, er ist – wie Philip Johnson es nennt – auf einen outdoor room, auf eine extraportale Dimension hin ausgerichtet. Philosophisch formuliert: Das Begrenzte ist transparent auf das Unendliche hin. Oder in anderer Formulierung: Das Unendliche bricht senkrecht von oben in das Endliche ein.
Die Dachlose Kirche wurde am 1. Mai 1960 eingeweiht. Philip Johnson erhielt für ihren Entwurf im Jahr 1961 die Auszeichnung: Erster Preis des American Institute of Architects.
An der östlichen Backsteinmauer steht die 1988 fertiggestellte Bronzefigur Pieta des kalifornischen Künstlers Stephen de Staebler.

#### Der Paul Tillich Park

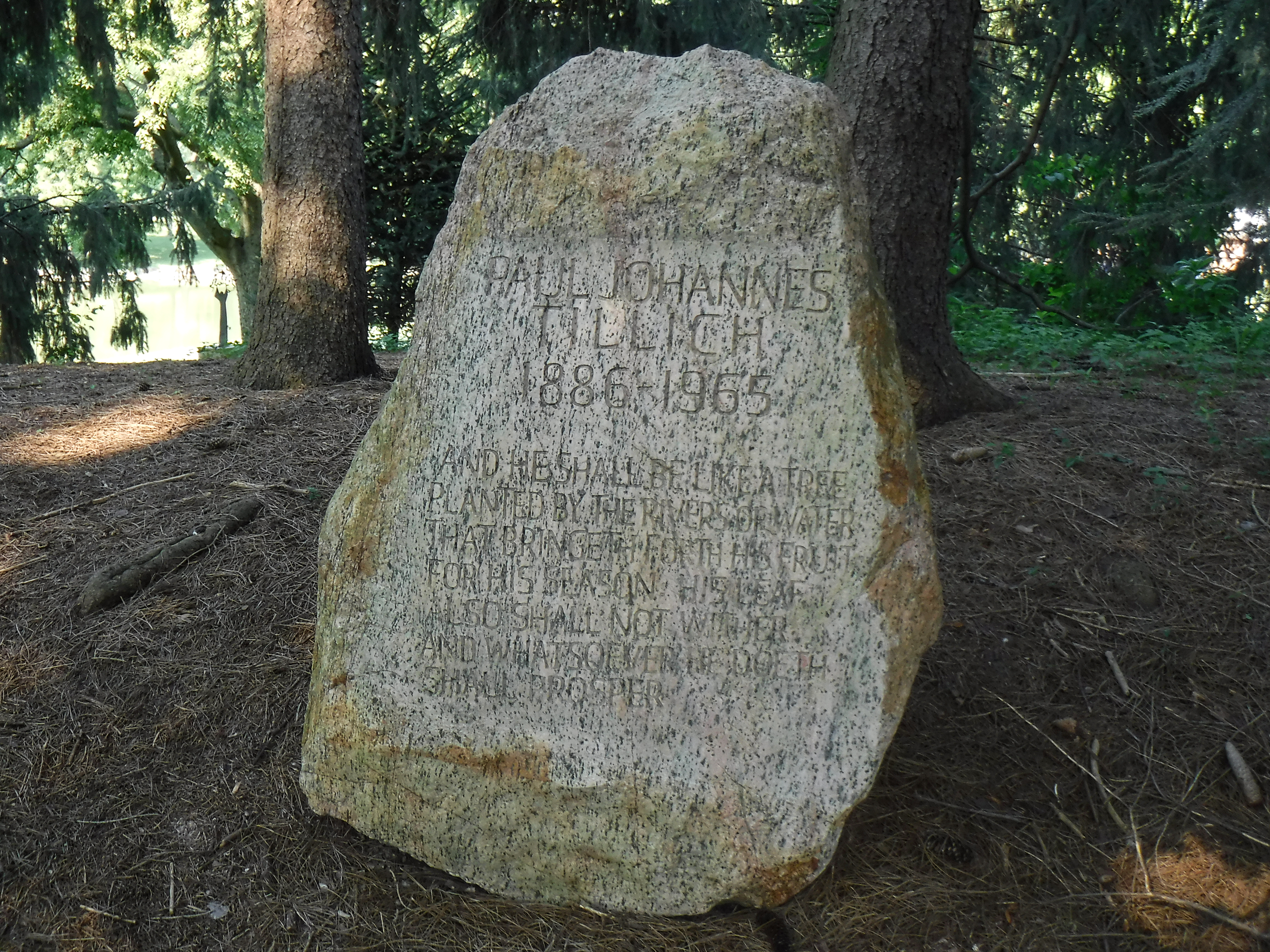
Paul Tillichs Grabstein im Paul Tillich Park

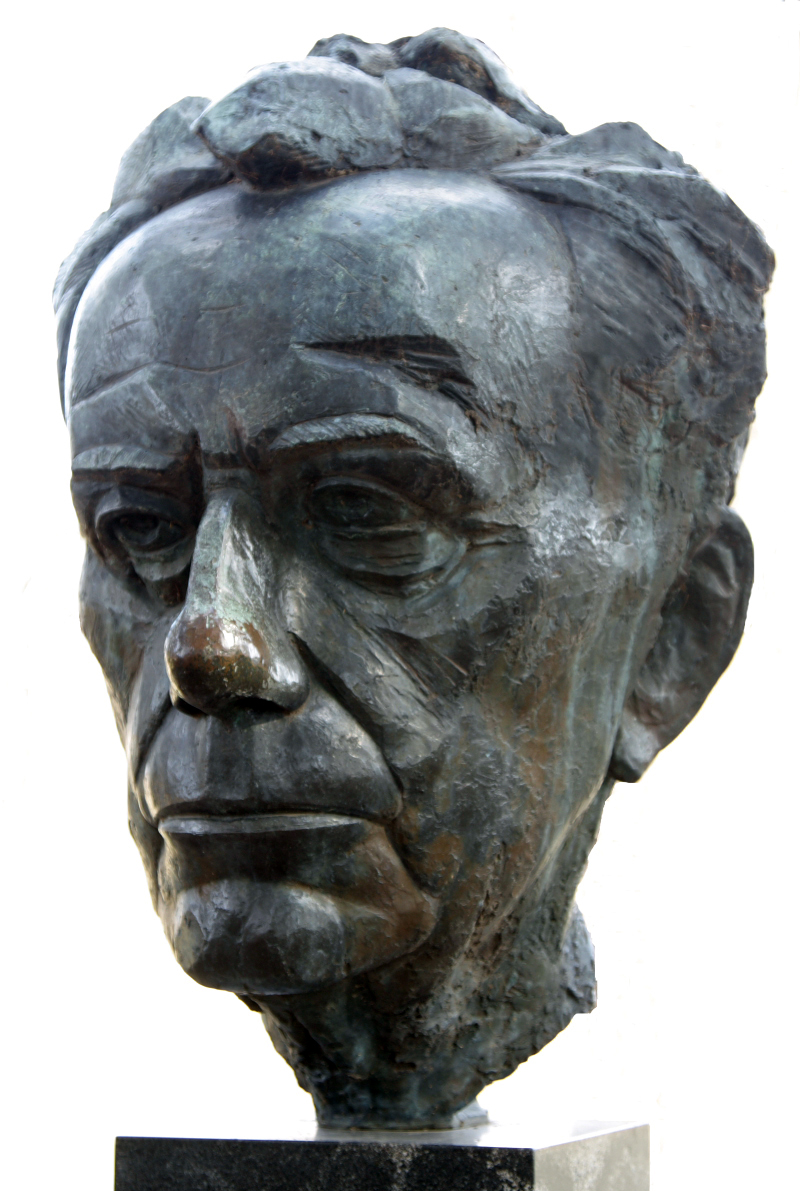
Paul Johannes Tillich, Büste gestaltet durch James Rosati

Der Paul Tillich Park ist ein 1000 m² großer mit Hügeln und Senken modellierter und mit Nadelbäumen bestandener Landschaftspark, durch den ein schmaler Weg hindurchführt. Am Rande der Hügel stehen drei Findlinge mit Inschriften aus Predigten von Paul Tillich, außerdem der Grabstein für Paul Tillich und – mit einem See im Hintergrund – James Rosatis Büste von Paul Tillich aus dem Jahr 1967. Die Inschriften wurden von dem gebürtigen Deutschen Ralf A. Beyer, einem Schüler von Henry Moore, in die Findlinge eingearbeitet. Der Park ist am 2. Juni 1963 (Pfingsten) in Anwesenheit von Paul Tillich eingeweiht worden.
Die drei Findlinge tragen in englischer Sprache die folgenden Inschriften (Übersetzung: Rüdiger Reitz):
- Wer versucht, ohne Autorität zu leben, versucht wie Gott zu sein, der allein durch sich selbst ist. Und wie jeder, der wie Gott sein will, ist er niedergeworfen zur Selbstvernichtung, sei es ein einzelnes menschliches Wesen, sei es eine Nation, sei es ein Abschnitt der Geschichte wie die unsrige.
- Heute wissen wir, was das Neue Testament immer wusste, dass Wunder Zeichen sind, die auf die Präsenz einer göttlichen Macht in Natur und Geschichte hinweisen, und dass sie in keiner Weise Negationen der Naturgesetze sind.
- Mensch und Natur gehören zusammen in ihrer geschaffenen Herrlichkeit – in ihrer Tragödie und in ihrer Erlösung.

Paul Tillich verstarb 1965 im Alter von 79 Jahren. Seine Asche wurde Pfingsten 1966 bei Sonnenaufgang in dem Paul Tillich Park von Jerald Brauer, Dekan der Divinity School, an der Tillich zuletzt lehrte, beigesetzt. Der Grabstein aus rotem Granit, der zwischen Tannen steht, erinnert in englischer Sprache an den 3. Vers des 1. Psalms: Paul Johannes Tillich 1886 – 1965. Und er soll sein wie ein Baum, gepflanzt an Wasserbächen, der seine Frucht bringt zu seiner Zeit und dessen Blätter nicht verwelken, und alles, was er tut, gerät ihm wohl.
Der amerikanische Geistliche Bill Ressl aus Brookfield, Illinois, entwarf auf dem Grundriss des Paul Tillich Parks ein virtuelles Tillich Park Labyrinth, das einen Einblick in das Denken von Paul Tillich vermittelt.

#### Das Atheneum

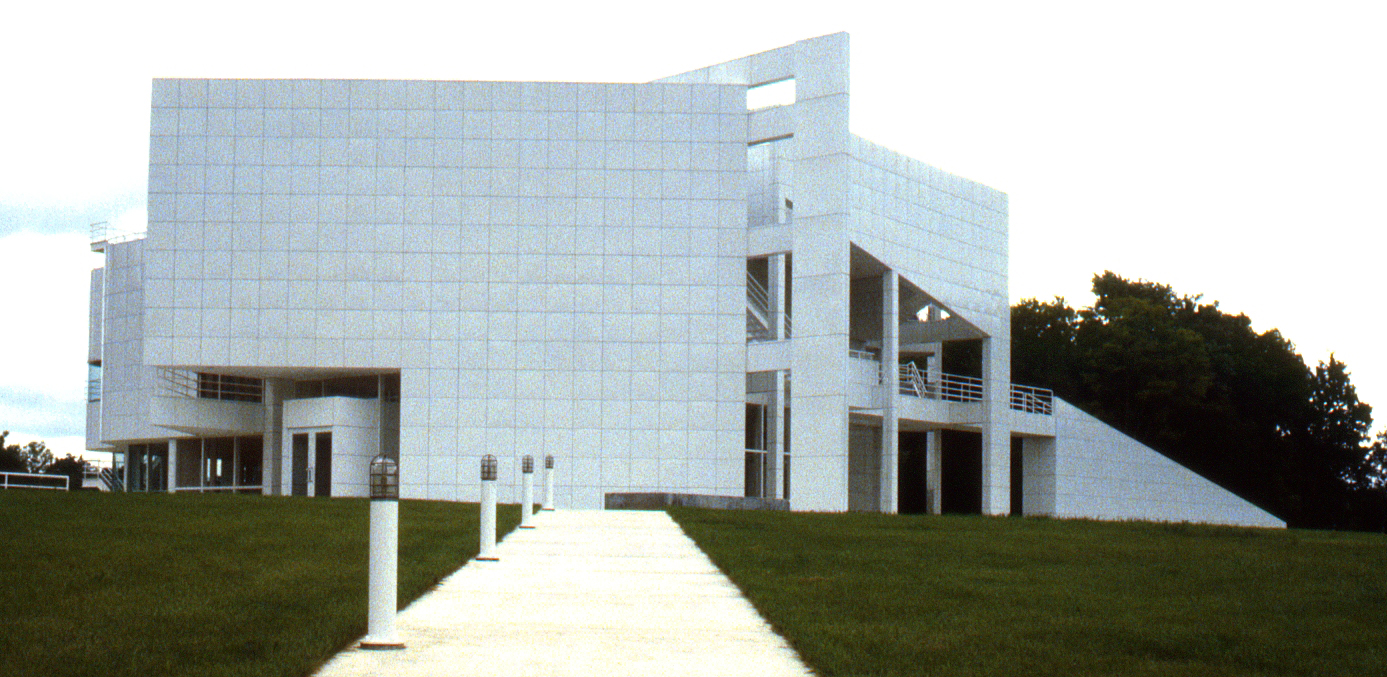
Das Atheneum in New Harmony

Das Atheneum wurde in den Jahren 1976 – 1979 von Richard Meier erbaut und am 10. Oktober 1979 eingeweiht. Der Name Atheneum und das strahlende Aussehen des Äußeren sollen an den Athenatempel in der Akropolis von Athen erinnern. Die Baukosten wurden von der Stiftung Lilly Endowment of Indianapolis und der Treuhandgesellschaft Kranert Charitable Trust übernommen. Vor dem Atheneum steht seit 1990 die Skulptur Suche nach Harmonie von Tim Fitzgerald.
Richard Meier erhielt drei Auszeichnungen für seinen Entwurf: 1979 den Architecture Award, 1982 den American Institute of Architecture Award und 2008 den Twenty-five Year Award.
Das Atheneum dient als Fremdenverkehrsbüro (englisch: visitor center), als Stadtmuseum und als Historisches Museum. Große Aussichtsfenster ermöglichen verschiedenartige Blicke auf die Stadt und betonen die Öffnung nach außen.
Das Gebäude liegt am Rande der ersten Siedlung Harmony und ihrer Obstgärten nahe dem Fluss Wabash und erinnert daran, dass die Siedler hier ihre Boote und Schiffe anlegten, um Harmony zu erreichen. Ein Holzzaun in der Nachbarschaft des Gebäudes markiert die Grenze von Harmony und umschließt das Gelände der ehemaligen Obstgärten.

## Politik

### Städtepartnerschaften
Als deutsche Stadtgründung fühlt sich die Bevölkerung von New Harmony Deutschland verbunden. Es besteht eine Städtepartnerschaft mit der deutschen Gemeinde Wiernsheim, die daran erinnert, dass Johann Georg Rapp in Iptingen (einem Gemeindeteil von Wiernsheim) geboren ist. Im Rahmen der Städtepartnerschaft findet in New Harmony am dritten Wochenende im September ein German Kunstfest statt.

## Kultur und Sehenswürdigkeiten

### Fremdenverkehrsbüro
Das Fremdenverkehrsbüro befindet sich im Atheneum (Kreuzung von North Street und Arthur Street). Hier ist das visitor center, und hier beginnen die Stadtführungen.

### Opernhaus und Theater
- In dem Opera House finden Schauspiele und Konzerte statt.
- Vorstellungen in dem New Harmony Theatre finden vom Juni bis zum August und vom Oktober bis zum November statt. Der Träger des Theaters ist die University of Southern Indiana in Evansville.

### Museen
- Workingmen's Institute mit Sammlungen zur Stadtgeschichte (407 W Tavern Street).
- Stadtmuseum im Atheneum mit Modellen der Stadt von 1824 und der Kirche von 1822 (Kreuzung von North Street und Arthur Street).
- Historisches Museum im Atheneum mit einer Ausstellung über die Wissenschaftler und Intellektuellen, die in New Harmony gelebt haben (Kreuzung von North Street und Arthur Street).
- In dem Lichtenberger Store Building (Ecke Tavern Street und Main Street) befindet sich eine Ausstellung über die Expedition von Maximilian zu Wied-Neuwied und Karl Bodmer. Die Ausstellung zeigt sämtliche Bildtafeln von Karl Bodmer aus dem Werk Reise in das innere Nord-America in den Jahren 1832 bis 1834 von Maximilian zu Wied-Neuwied. Sie kann im Rahmen von Führungen besichtigt werden (Stand: 2007).
- New Harmony Gallery of contemporary art mit zeitgenössischen Werken von Künstlern aus dem Mittleren Westen der USA (506 Main Street).
- Das Scholle House zeigt Wechselausstellungen (E Tavern).
- Das 1850 doctor's office zeigt eine Sammlung von medizinischen und pharmazeutischen Gegenständen aus der zweiten Hälfte des 18. Jahrhunderts (Church Street und Brewery Street)

### Parks
Der New Harmony Historic District hat seit dem 23. Juni 1965 den Status einer National Historic Landmark (NHL). Er untersteht dem Schutz der National Historic Landmark Stewards Association. Er wurde vom Historic American Building Survey begutachtet und am 15. Oktober 1966 als Historic District in das National Register of Historic Places eingetragen. Der Distrikt ist ein gemeinsames Projekt der University of Southern Indiana in Evansville und der Division of Indiana State Museums & Historic Sites. Andere Bezeichnungen dafür sind New Harmony State Historic Site und New Harmony State Memorial.
Das rekonstruierte Labyrinth von Johann Georg Rapp ist ein Labyrinth State Memorial.
Am Fluss Wabash befindet sich der Harmonie State Park mit einem Picknickplatz und Campingplatz, einem Naturschutzzentrum und Freizeitangeboten für Camper, Angler und Wanderer. Wanderwege und Fahrradwege erschließen eine fast unberührte Naturlandschaft. Mitgebrachte Boote können auf Rampen in den Wabash gelassen werden. Der Harmonie State Park ist ein State Park von Indiana und wurde 1966 in der Größe von 3465 acres (= 1,4 Hektar) eröffnet. Der Park liegt an der Romaine Road, einer Seitenstraße von der 69.
Der Bendix Woods County Park liegt nahe der Kreuzung der Straße 2 und der Timothy Road. Er ist mit einem Picknickplatz, Naturschutzzentrum und Wanderwegen ausgestattet.
Der Carol Owen Coleman memorial garden ist ein Stadtpark mit Springbrunnen.

## Wirtschaft und Infrastruktur

### Verkehr
New Harmony liegt an den Straßen IN 66, 68, und 69, die New Harmony mit der Stadt Crossville in Illinois und mit den Städten Evansville, Poseyville, Mount Vernon und Griffin in Indiana verbindet. Die Straßen 68 und 69 führen zu der nahegelegenen Interstate 64, über die man die Städte St. Louis, New Albany und Louisville erreicht.
Im Westen ist New Harmony über die New Harmony Toll Bridge mit der Illinois State Route 14 verbunden.

### Öffentliche Einrichtungen
Die nächsten Krankenhäuser befinden sich hier:
- Cornerstone Healthcare of Illinois Inc. in Carmi, Illinois (25 km entfernt)
- Wabash General Hospital in Mount Carmel, Illinois (35 km entfernt)
- Deaconess Hospital Inc. in Evansville (43 km entfernt)

### Bildung
Schulen
In New Harmony befindet sich die folgende Grund- und Mittelschule (Public primary/middle school): New Harmony Elementary & High School mit etwa 230 Schülern und dem Ausbildungsgrad PK-12 (P.O. Boc 396, 1000 East Street, New Harmony, IN 47631-0396). Diese Schule steht unter der Trägerschaft der New Harmony Town and Township Corp.
Stadtarchiv und Stadtbücherei
Das Stadtarchiv und die 1838 von William Maclure gegründete Bibliothek mit 23.000 Bänden und zahlreichen Medien befindet sich im Workingmen's Institute (New Harmony, 407 W Tavern).
Colleges und Universitäten
Die folgenden Colleges und Universitäten liegen in der näheren Umgebung:
- University of Southern Indiana in Evansville (43 km entfernt)
- University of Evansville in Evansville (43 km entfernt)
- Trinity Theological Seminary – Trinity College in Newburgh (56 km entfernt)
- Vincennes University in Vincennes (77 km entfernt)

## Persönlichkeiten

### Söhne und Töchter der Stadt
- Charles Joseph Norwood (1853–1927), Geologe, Sohn von Joseph Granville Norwood, 1904–1912 Direktor des Geologischen Dienstes (Geological Survey) von Kentucky.

### Persönlichkeiten, die vor Ort gewirkt haben

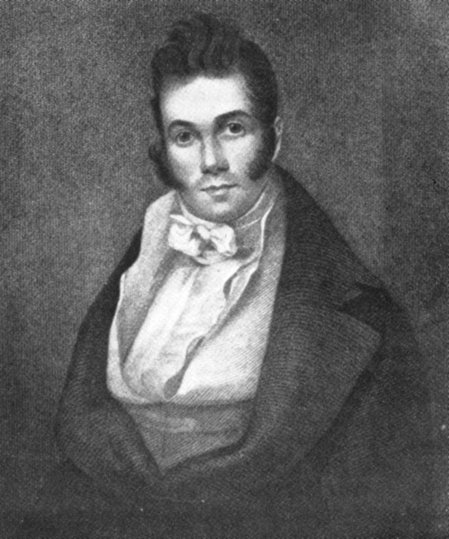
Thomas Say (1787–1834)

- Johann Georg Rapp (1757–1847), Stadtgründer von (New) Harmony und Leiter der Harmony Society
- Rosina Rapp (1786–1849), Tochter von Johann Georg Rapp (benannt nach der goldenen Rose).
- Gertrude Rapp (1808–1889), Enkeltochter von Johann Georg Rapp, Tochter des 1812 verstorbenen John (Johann) Rapp
- Frederick Reichert Rapp (ursprünglich Friedrich Reichert) (1775–1834), Adoptivsohn von Johann Georg Rapp mit leitenden Aufgaben innerhalb der Harmony Society
- Robert Owen (1771–1858), Sozialreformer, britischer Unternehmer und Frühsozialist
- Robert Dale Owen (1801–1877), Sohn von Robert Owen, Sozialreformer, Philosoph, Berufspolitiker
- William Owen (1802–1842), Sohn von Robert Owen, Leiter der Owen community während der Abwesenheit seines Vaters, Schriftsteller, Herausgeber der New Harmony Gazette, Gründer der Harmony Thespian Society
- David Dale Owen (1807–1860), Sohn von Robert Owen, Geologe und Künstler, leitender Geologe von Arkansas, 1859–60 von Indiana, Iowa, Kentucky, Minnesota und 1839–1856 Leiter der ersten Zentralstelle der geologischen Forschung in den USA (Vorläufer des US Geological Survey) mit Sitz in New Harmony
- Jane Dale Owen Fauntleroy (1806–1861), dritte Tochter von Robert Owen, Ehefrau von Robert Henry Fauntleroy, Erzieherin und Gründerin einer Schule für junge Frauen in New Harmony
- Richard Owen (1810–1890), Sohn von Robert Owen, Geologe, leitender Geologe von Indiana (1860/1861) und der USA, Professor an der Indiana University Bloomington 1864–1872, erster Präsident der Purdue University 1872–1874 in West Lafayette, Indiana
- William Maclure (1763–1840), Gründer der amerikanischen Geologie, Präsident der Academy of Natural Sciences of Philadelphia.
- Thomas Say (1787–1834), Begründer der amerikanischen Entomologie, Wissenschaftler auf den Gebieten der Conchologie und der Karzinologie.
- Lucy Way Sistare, Ehefrau von Thomas Say, eine Zeichnerin und Illustratorin der Conchologie und erstes weibliches Mitglied der Academy of Natural Sciences
- Charles-Alexandre Lesueur (1778–1846), französischer Naturforscher und Maler, lebte 1825 – 1837 in New Harmony.

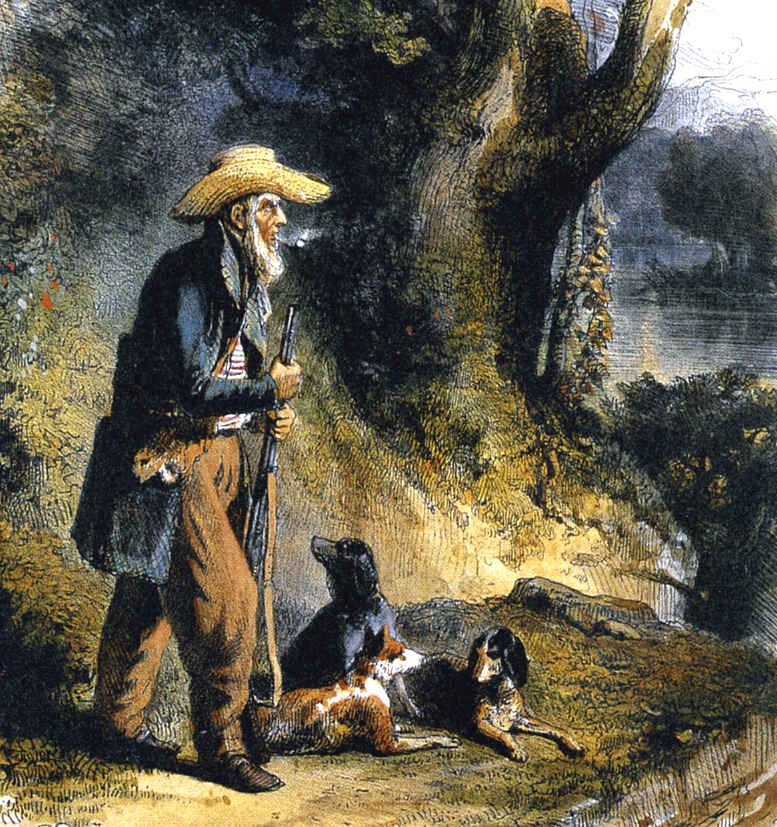
Charles Alexandre Lesueur in New Harmony

- Gerard Troost (1776–1850), Geologe
- Joseph Granville Norwood (1807–1895), Geologe
- Edward Travers Cox (1821–1907), Geologe
- Leo Lesquereux (1806–1889), Schweizer Paläobotaniker
- Jacob Schneck (1843–1906), Arzt, Botaniker, Schriftsteller
- David Starr Jordan (1851–1931), Ichthyologe, Erzieher
- Robert Henry Fauntleroy (1806–1849), Ehemann von Jane Dale Owen, Ingenieur
- Marie Duclos Fretageot (1783–1833), Mutter von Achille Emery Fretageot, französische Erzieherin mit den Methoden von Johann Heinrich Pestalozzi, verbrachte später ihren Ruhestand in Paris
- Achille Emery Fretageot (1813–1873), Sohn von Achille H. und Marie Duclos Fretageot, Mitbegründer des Arbeiterinstitutes und der Bibliothek
- Josiah Warren (1798–1874), Sozialreformer, Erfinder, Schriftsteller
- Margaret Chappellsmith (1806–1883), Dozentin und Schriftstellerin
- John Chappellsmith (1806–1895), Ehemann von Margaret Chapellsmith, Maler und Schriftsteller